# Порт Викторија PV.2bis
Порт Викторија PV.2bis (енгл. Port Victoria P.V.2bis) је једноседи британски ловачки авион који је производила фирма Порт (енгл. Port). Први лет авиона је извршен 1917. године. 

Највећа брзина у хоризонталном лету је износила 150 km/h. Маса празног авиона је износила 549 килограма а нормална полетна маса 772 килограма.

## Наоружање
| Наоружање авиона: Порт Викторија |             |
| Ватрено (стрељачко) наоружање    |             |
| Топ                              |             |
| Митраљез                         |             |
| Број и ознака митраљеза          | планирано 2 |
| Калибар                          | 7,7         |
| Бомбардерско наоружање (бомбе)   |             |
| Ракетно наоружање (ракете)       |             |